# کوسه سفید بزرگ

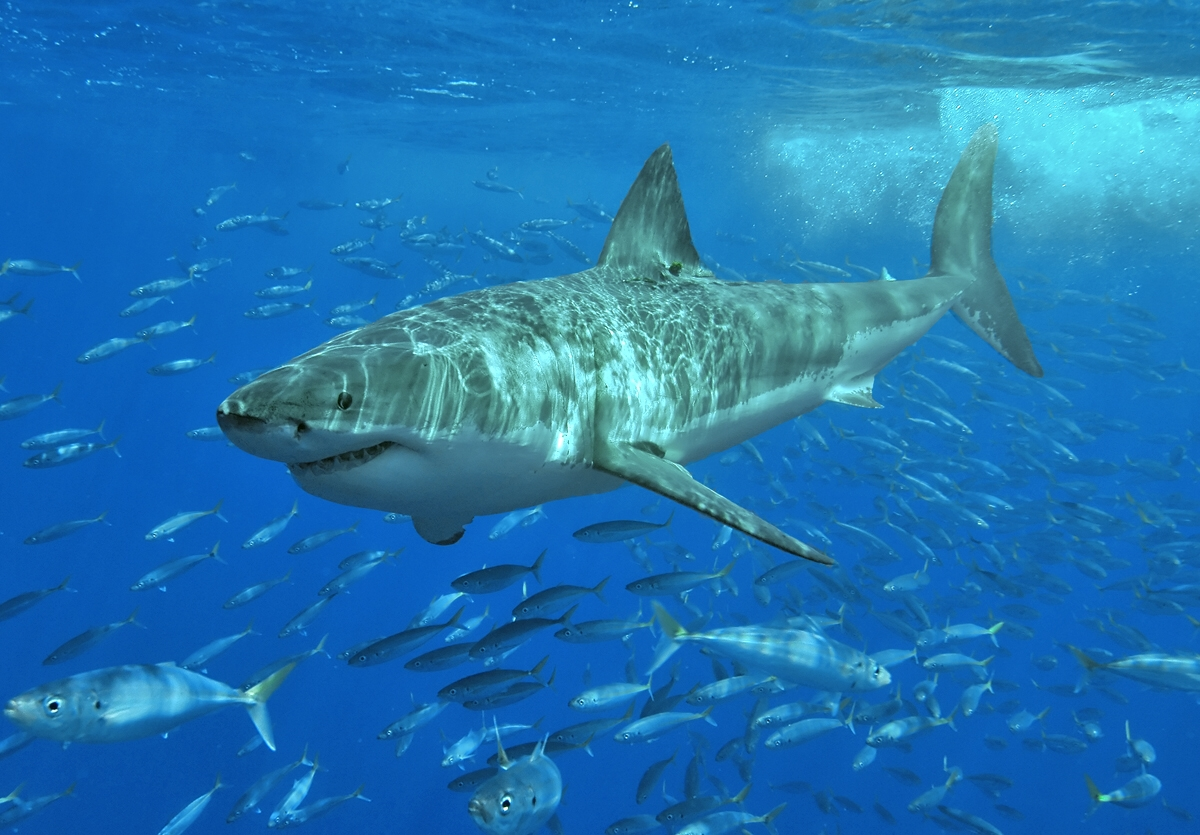

کوسه سفید بزرگ (نام علمی: Carcharodon carcharias) که کوسه سفید و مرگ سفید هم خوانده می‌شود گونه‌ای از کوسه است که در آب‌های ساحلی تمام اقیانوس‌های جهان زندگی می‌کند. کوسه سفید به خاطر اندازه بزرگش به خوبی شناخته شده است. ماده‌های بزرگ در این گونه می‌توانند تا ۶٫۴ متر طول و ۲۲۶۸ کیلوگرم وزن داشته باشند. این نوع کوسه از نسل مگالودون‌ها هستند. کوسه‌های ماده از نرها بزرگ‌ترند و به‌طور میانگین بین ۴٫۶ تا ۴٫۹ متر طول دارند. طول بدن نرها نیز ۳٫۴ تا ۴ متر است. نرها در ۲۶ سالگی و ماده‌ها در ۳۳ سالگی بالغ می‌شوند و حداکثر سن نر ۷۳ سال و حداکثر سن ماده ۴۰ سال است. کوسه‌های سفید بزرگ می‌توانند با سرعت ۲۵ کیلومتر در ساعت حرکت کنند. حداکثر سرعت کوسه سفید بالای ۴۰ کیلومتر در ساعت تخمین زده می‌شود. کوسه سفید بزرگ‌ترین ماهی درنده جهان است. این جانور یک شکارچی رأس هرم غذایی محسوب می‌شود و از اصلی‌ترین شکارچیان پستانداران دریایی است. این گونه کوسه شکارچی طبیعی ندارد اما در موارد نادری دیده شده است که توسط نهنگ قاتل شکار شود.
در یکی از پرفروش‌ترین فیلم‌های استیون اسپیلبرگ به نام آرواره‌ها این جانور به عنوان یک آدم‌خوار وحشی تصویر شده است در حالی که انسان را گاهی شکار می‌کند.
این کوسه را در رده‌بندی اتحادیه بین‌المللی حفاظت از طبیعت در رده آسیب‌پذیر طبقه‌بندی می‌کنند.